# Jasmin Jüttner
Jasmin Jüttner (* 22. Mai 1993 in Aschaffenburg; geb. Bleul) ist eine deutsche Karate-Weltmeisterin in der Disziplin Kata-Mannschaft. Sie ist mehrfache Deutsche Meisterin in der Disziplin Kata-Einzel.

## Leben

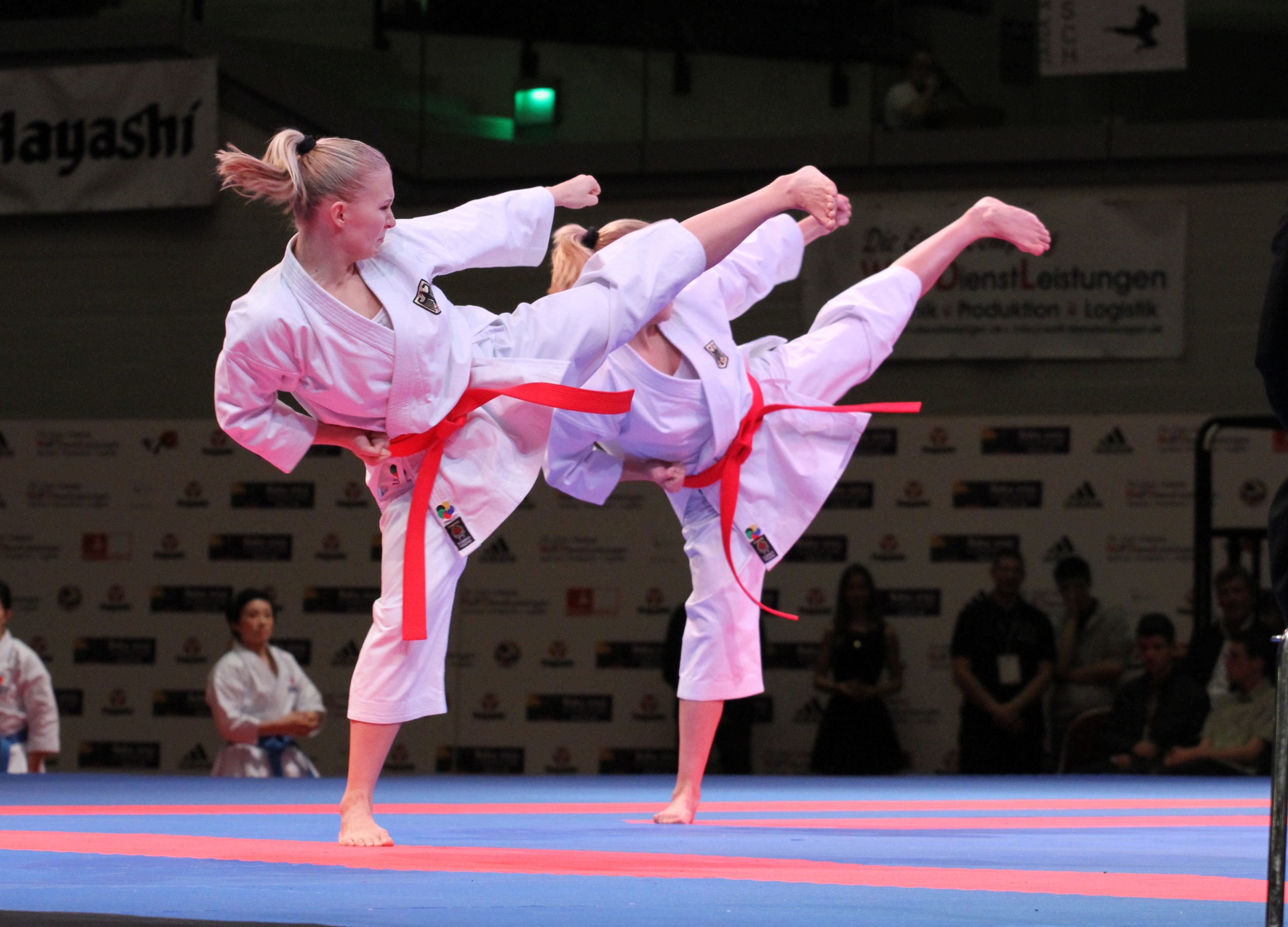
Weltmeistermannschaft 2014 Kata Damen mit Jasmin Jüttner

Bereits im Alter von sieben Jahren begann Jasmin Jüttner beim TV Strötzbach mit dem Karateunterricht. Nachdem sie in den Bayernkader aufgenommen worden war, startete sie einige Jahre für den KD Untermerzbach. Seit 2005 trainiert sie im Budocenter des Kata-Bundestrainer Karamitsos in Frankfurt am Main. Seither startet sie für den Hessen-Kader. Seit 2007 wurde sie 10 Mal in Folge Deutsche Meisterin im Kata-Einzel. Im Jahr 2013 wurde sie in Liverpool Shōtōkan-Weltmeisterin im WSKA-Weltverband mit dem Team der Deutschen Damen Kata-Nationalmannschaft.
Im November 2014 wurde sie in Bremen WKF-Weltmeisterin mit dem Team der Kata-Nationalmannschaft. Im November 2014 wurde sie ebenfalls mit dem Damen Team der Nationalmannschaft von ran zur Sportlerin des Monats gewählt. Ihre Lieblingskata ist dabei die Unsu. In der Wettkampf-Vorbereitung steht sie bis zu elf Mal in der Woche auf der Matte. Sie trägt den dritten Dan Shōtōkan Karate. Den dritten Dan bekam sie als Anerkennung für ihre Leistungen bei der Karate-WM 2014 verliehen.
Sie ist seit September 2017 mit dem Karateka Philip Jüttner verheiratet.

## Erfolge
- 2015: 2. Platz Karate Europameisterschaft in Istanbul Kata Damen Team[5]
- 2015: 3. Platz Karate Europameisterschaft in Istanbul, Kata Damen Einzel

- 2014: 1. Platz WKF Weltmeisterschaft in Bremen im Kata Team
- 2014: 3. Platz Weltmeisterschaft in Bremen im Kata Einzel[6]
- 2014: 2. Platz German Open im Kata Team
- 2014: 1. Platz Istanbul Open im Kata Team

- 2013: 1. Platz WSKA-WM Kata im Einzel Juniorinnen in Liverpool.
- 2013: 1. Platz WSKA-WM Kata im Team der Senioren in Liverpool
- 2013: Vize-Europameister der Senioren Kata im Team in Budapest
- 2013: 1. Platz German Open im Kata Team
- 2013: 1. Platz Istanbul Open im Kata Team
- 2013: Europameisterschaft der U21 in Konya 5. Platz im Kata Einzel

- 2012: 2. Platz German Open Kata Team
- 2012: Eska 1. Platz im Kata Einzel Junioren
- 2012: 3. Platz Istanbul Open im Kata Team
- 2012: Europameisterschaft der U21 Baku 5. Platz im Kata Einzel

- 2011: Vize-Europameister der Jugend/Junioren im Kata Team in Novi Sad
- 2011: Eska 1. Platz Kata Team Senioren
- 2011: WM Malaysia U21 im Kata Einzel 5. Platz
- 2010: Vize-Europameister der Jugend/Junioren im Kata Team in Izmir

- 2009: 3. Platz Krokoyama Cup Kata Einzel
- 2009: Vize-Europameisterin im Kata Einzel – EM der Jugend/Junioren in Paris
- 2009: 3. Platz Weltmeisterschaft der Jugend/Junioren im Kata Team in Marokko

- 2008: 1. Platz Krokoyama Cup Kata Einzel